# Liuguanzhuang
Liuguanzhuang (kinesiska: 刘官庄镇, 刘官庄) är en köping i Kina. Den ligger i provinsen Shandong, i den östra delen av landet, omkring 200 kilometer sydost om provinshuvudstaden Jinan. Antalet invånare är 59552. Befolkningen består av 29 716 kvinnor och 29 836 män. Barn under 15 år utgör 18,0 %, vuxna 15-64 år 70 %, och äldre över 65 år 11,0 %.
Genomsnittlig årsnederbörd är 1 001 millimeter. Den regnigaste månaden är juli, med i genomsnitt 334 mm nederbörd, och den torraste är januari, med 7 mm nederbörd.